# Пурпурна чинка
Пурпурната чинка (Carpodacus purpureus) е вид птица от семейство Чинкови (Fringillidae).

## Описание
Възрастните пурпурни чинки имат къса кафява опашка и кафяви криле. Достигат на дължина до 15 см и тежат около 34 грама. Възрастните мъжки имат червеникава глава, гърди и гръб. Възрастните женски имат светлокафяви горни части, бели петна с тъмно кафяви ивици, и бяла линия върху лицето над очите.

## Разпространение и местообитание
Видът е разпространен в иглолистните и смесени гори на Канада, североизточните Съединени щати, както и в различни залесени райони по крайбрежието на Тихия океан.